# Голубь, Николай Яковлевич
Николай Яковлевич Голубь (12 ноября 1934, Елизаветинская, Юго-Восточная область — неизвестно) — советский хозяйственный, государственный и политический деятель.

## Биография
Родился в 1934 году в станице Елизаветинской. Член ВКП(б).
С 1958 года — на хозяйственной, общественной и политической работе. В 1958—1990 гг. — агроном, заместитель председателя колхоза, секретарь комсомольской организации в колхозе «Красная Звезда» в станице Пластуновской, заместитель заведующего отделом комсомольских организаций, второй, первый секретарь Краснодарского сельского крайкома ВЛКСМ, крайкома ВЛКСМ, первый секретарь Кореновского райкома КПСС, заведующий отделом организационно-партийной работы, секретарь, второй секретарь Краснодарского крайкома КПСС, председатель исполнительного комитета Краснодарского краевого Совета народных депутатов, министр заготовок РСФСР.
Избирался депутатом Верховного Совета РСФСР 10-го и 11-го созывов.